# Anisozyga pagenstecheri
Anisozyga pagenstecheri là một loài bướm đêm trong họ Geometridae.